# フリア よみがえり少女
『フリア よみがえり少女』（フリアよみがえりしょうじょ、Dictado）は、2012年のスペインのホラー映画。アントニオ・チャバリアス監督・脚本。2012年2月に開催された第62回ベルリン国際映画祭ではコンペティション部門で上映された。

## ストーリー
教師を務める夫妻ダニエルとラウラは子供ができずに悩んでいた。ある日、ダニエルの親友であるマリオから、7歳の娘フリアに会ってマリオとダニエルの間に起きた事件を話してほしいと頼まれ、事件のことで関係が悪化していたダニエルはそれを断ってしまう。その夜、楽しそうに歌いながら入浴を楽しむ娘のそばで、マリオは自殺をした。
新聞で彼の死を知ったダニエルは、ラウラの勧めもあり、フリアのいる養護施設を訪れた。身寄りのないフリアを預かろうとラウラは提案するが、ダニエルは反対する。それでもラウラは引き下がらず、結局フリアは新しい保護者が見つかるまで一時的にダニエルらのもとに預けられることになった。フリアはラウラにはなつくがダニエルに対しては冷たく、ラウラがいない時には「前からダニエルのことを知っている」と言い放っていた。
フリアの行動にダニエルの精神が参っていく中、ラウラはフリアの監護権の申請者に会いに行っていた。

## キャスト
※括弧内は日本語吹替
- ダニエル - ファン・ディエゴ・ボト（英語版）（宮内敦士）
- ラウラ - バルバラ・レニー（林真里花）
- フリア - マヒカ・ペレス（小橋知子）
- マリオ - マルク・ロドリゲス
- ルイサ - アガタ・ロカ
- ベアトリス - ノラ・ナバス（英語版）